# Mulloidichthys martinicus
 Mulloidichthys martinicus és una espècie de peix de la família dels múl·lids i de l'ordre dels perciformes.

## Morfologia
Els mascles poden assolir els 39,4 cm de longitud total.

## Distribució geogràfica
Es troba des de Bermuda i Florida (Estats Units) fins al Brasil, incloent-hi el Golf de Mèxic i el Carib. També a Cap Verd i a São Tomé.